# Resolució 1319 del Consell de Seguretat de les Nacions Unides
La Resolució 1319 del Consell de Seguretat de les Nacions Unides fou adoptada per unanimitat el 8 de setembre de 2000. Després de recordar les resolucions anteriors sobre Timor Oriental (Timor-Leste), el Consell va exigir que Indonèsia prengués mesures per desarmar i dissoldre les milícies de l'illa després de la mort de tres empleats de les Nacions Unides.
El Consell de Seguretat va recordar la seva preocupació anterior sobre els nombrosos refugiats de Timor Oriental presents en camps a Timor Occidental. Les milícies també van estaven presents en els camps i intimidaven als refugiats i al personal de l'Alt Comissionat de les Nacions Unides per als Refugiats (ACNUR). Era esglaïat per l'assassinat de tres funcionaris de les Nacions Unides el 6 de setembre de 2000 per una multitud dirigida per milícies i foren condemnats els atacs contra el personal internacional al país i els refugiats. Un nombre de refugiats també van morir a Betun (Timor Occidental), i el Consell va acollir amb satisfacció la condemna i la intenció de dur a terme una investigació per part d'Indonèsia.
La resolució va insistir que el Govern d'Indonèsia prengués mesures per desarmar i dissoldre immediatament la milícia, restaurar la llei i l'ordre, garantir la seguretat dels camps de refugiats i dels treballadors humanitaris i prevenir les incursions transfrontereres. També va subratllar que els responsables dels atacs armats a l'illa de Timor es portarien davant la justícia, especialment quan s'havien comès violacions greus del dret internacional humanitari.
Es va demanar a les autoritats indonèsies que garantissin el retorn segur dels refugiats que voluntàriament retornessin a Timor Oriental i aquells que no serien reassentats. El Consell va assenyalar que Indonèsia havia desplegat tropes addicionals a Timor Occidental, però va assenyalar que els treballadors de l'ACNUR no podrien tornar fins que no hi hagués garanties de seguretat creïbles. La 'Administració de Transició de les Nacions Unides per a Timor Oriental havia de respondre urgentment a l'amenaça de la milícia d'acord amb la Resolució 1272 (1999).
Finalment, es va demanar al secretari general Kofi Annan que informés al Consell, en el termini d'una setmana, sobre la situació a l'illa.
Després de l'aprovació de la Resolució 1319, el Consell va aprovar l'enviament d'una missió a la regió per discutir la seva implementació.